# Amtsgericht Auerbach in der Oberpfalz

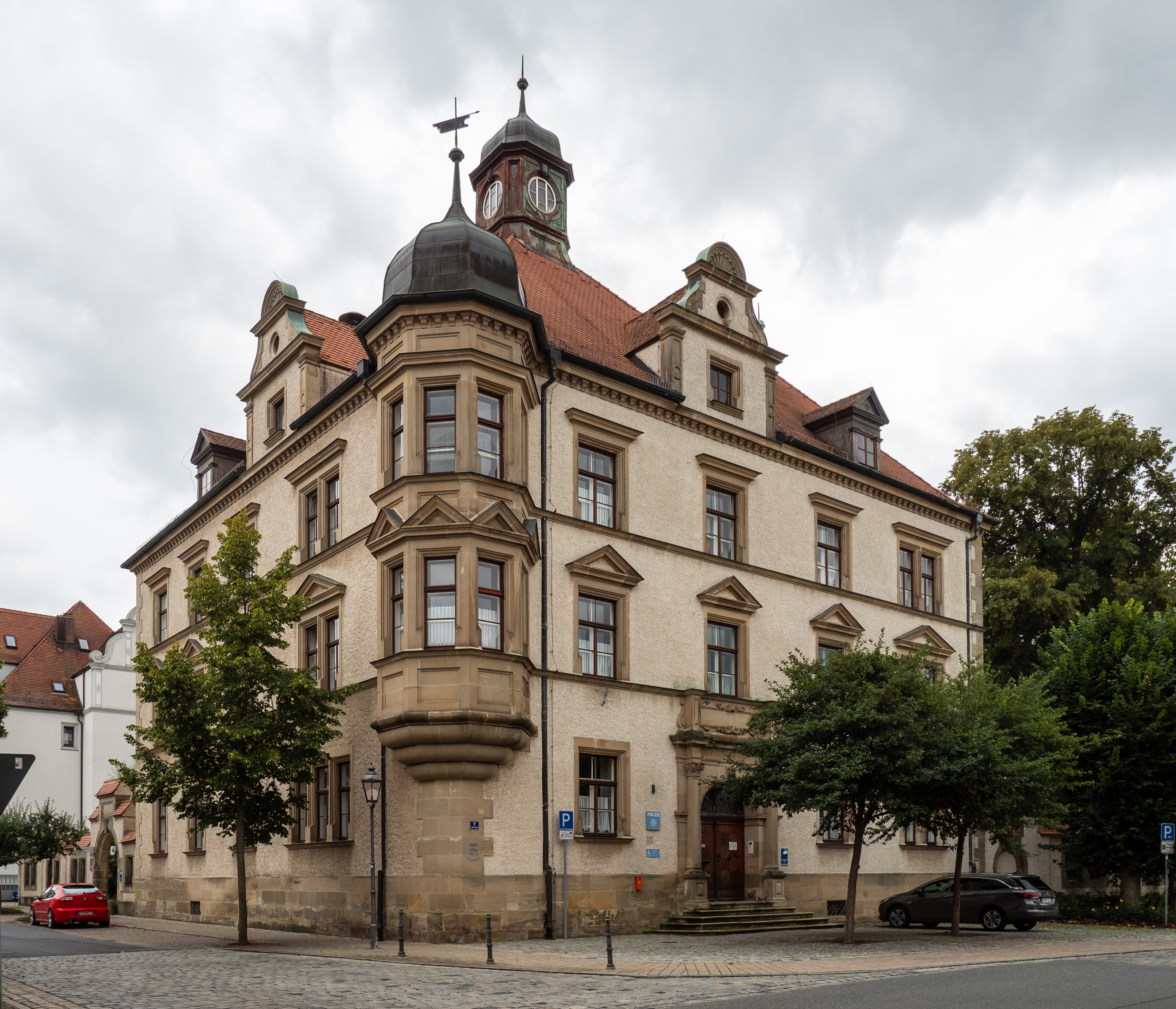
Ehemaliges Amtsgericht in Auerbach, Oberer Torplatz 7, Sitz der Polizeiinspektion Auerbach

Das Amtsgericht Auerbach in der Oberpfalz war ein von 1879 bis 1959 bestehendes bayerisches Gericht der ordentlichen Gerichtsbarkeit mit Sitz in der Stadt Auerbach in der Oberpfalz in Bayern.

## Geschichte
Im Jahre 1841 wurden vom bayerischen Landgericht Eschenbach 23 Gemeinden abgetrennt, die zum neu gegründeten Landgericht Auerbach kamen. Im Jahr 1862 wurde das Bezirksamt Eschenbach durch den Zusammenschluss der Landgerichtsbezirke Auerbach und Eschenbach gebildet. Das Landgericht Auerbach blieb als Gerichtsbehörde bestehen und wurde mit der Einführung des Gerichtsverfassungsgesetzes 1879 in Amtsgericht Auerbach umbenannt.
Nach der kriegsbedingten Umwandlung des Amtsgerichts in eine Zweigstelle des Amtsgerichts Eschenbach wurde das Amtsgericht 1957 eine Zweigstelle des Amtsgerichts Eschenbach in der Oberpfalz. Diese wurde Ende Juni 1959 aufgehoben.

## Gerichtsgebäude
Das ehemalige Amtsgerichtsgebäude ist ein dreigeschossiger, zweiflügeliger und verputzter Massivbau mit Walmdach, Sandsteingliederung und -portal, Eckerker, Zwerchgiebeln, Dachreiter sowie Treppenturm im Stil der Neurenaissance. Gleichzeitig wurde gegen Ende des 19. Jahrhunderts eine Einfriedungsmauer erbaut.